# Belasiza
Belasiza (bulg./mazedon. Беласица; griechisch Μπέλες – Beles – oder Κερκίνη – Kerkini) ist ein Gebirge im Dreiländereck Bulgarien, Griechenland und Nordmazedonien in Südosteuropa. 
Das Gebirge liegt zur Hälfte in Griechenland, zu 30 % im Südosten der Republik Nordmazedonien und zu 20 % in Südwest-Bulgarien. In der Geschichte wurde das Gebiet wegen der Schlacht von Kleidion (1014) bekannt, der entscheidenden Schlacht beim Fall des Ersten Bulgarischen Reiches.
Der Gebirgszug ist ca. 60 km lang und 7 bis 9 km breit. Er liegt nordwestlich des Dojransees. Die höchste Erhebung ist der Berg Radomir (Kalabak) mit 2029 m. Er liegt auf bulgarischem Territorium, erhebt sich aber nicht sehr über die umliegenden Berge. Die übrige Terrainhöhe liegt überwiegend zwischen 300 und 1900 m. Das Klima unterliegt starken mediterranen Einflüssen.
Am östlichen Rand der Belasiza (Kerkini) fließt die Struma (Strymonas) durch den Roupel-Pass von Bulgarien nach Griechenland. Durch dieses enge Tal verlaufen neben dem Fluss auch die Eisenbahnlinie Sofia-Thessaloniki sowie die Europastraße 79, deren Ausbau als Autobahn gegenwärtig im Rahmen der transeuropäischen Verkehrskorridore vorangetrieben wird.
Das Gebiet von Belasiza wurde 2003 zur Euroregion erklärt.
Zwei Fußballmannschaften tragen den Namen Belasiza:
- der PFC Belasiza aus der bulgarischen Stadt Petritsch am Fuße des Belasiza-Gebirges und
- der FC Belasiza Geras Cunew aus Strumica in der Republik Nordmazedonien.